# Herrarnas C-2 1000 meter i kanotsport vid olympiska sommarspelen 1980
Herrarnas C-2 1000 meter vid olympiska sommarspelen 1984 hölls på Man-made Basin i Moskva. 

## Medaljörer
| Gren           | Guld                                   | Silver                               | Brons                                        |
| C-2 1000 meter | Rumänien Ivan Potzaichin Toma Simionov | Östtyskland Olaf Heukrodt Uwe Madeja | Sovjetunionen Vasilj Jurtjenko Jurij Lobanov |

## Resultat

### Heat
| Heat 1 |                                           |               |    |
| 1.     | Jiří Vrdlovec och Petr Kubíček (TCH)      | 3:42,01       | QF |
| 2.     | Berndt Lindelöf och Eirk Zeidlitz (SWE)   | 3:44,91       | QF |
| 3.     | Raycho Karmadzhiev och Kaman Kutsev (BUL) | 3:45,56       | QF |
| 4.     | Narcisco Suárez och Santos Magaz (ESP)    | 3:45,81       | QS |
| 5.     | Jarmo Hakala och Jyrki Hakala (FIN)       | 3:47,37       | QS |
| -      | Franck Lambert och Pierre Langlois (FRA)  | Startade inte |    |
| Heat 2 |                                           |               |    |
| 1.     | Ivan Patzaichin och Toma Simionov (ROU)   | 3:38,36       | QF |
| 2.     | Vasyl Jurtjenko och Jurij Lobanov (URS)   | 3:41,32       | QF |
| 3.     | Tamás Buday och Oszkár Frey (HUN)         | 3:45,03       | QF |
| 4.     | Olaf Heukrodt och Uwe Madeja (GDR)        | 3:47,43       | QS |
| 5.     | Matija Ljubek och Mirko Nišović (YUG)     | 3:47,85       | QS |
| 6.     | Marek Dopierała och Jan Pinczura (POL)    | 3:58,77       | QS |

### Semifinal
| Semifinal |                                        |         |    |
| 1.        | Olaf Heukrodt och Uwe Madeja (GDR)     | 3:54,99 | QF |
| 2.        | Matija Ljubek och Mirko Nišović (YUG)  | 3:55,52 | QF |
| 3.        | Marek Dopierała och Jan Pinczura (POL) | 3:55,99 | QF |
| 4.        | Jarmo Hakala och Jyrki Hakala (FIN)    | 4:03,89 |    |
| 5.        | Narcisco Suárez och Santos Magaz (ESP) | 4:09,14 |    |

### Final
| Gold   | Ivan Patzaichin och Toma Simionov (ROU)   | 3:47,65 |
| Silver | Olaf Heukrodt och Uwe Madeja (GDR)        | 3:49,93 |
| Bronze | Vasyl Jurtjenko och Jurij Lobanov (URS)   | 3:51,28 |
| 4.     | Matija Ljubek och Mirko Nišović (YUG)     | 3:51,30 |
| 5.     | Jiří Vrdlovec och Petr Kubíček (TCH)      | 3:52,50 |
| 6.     | Marek Dopierała och Jan Pinczura (POL)    | 3:53,01 |
| 7.     | Raycho Karmadzhiev och Kaman Kutsev (BUL) | 3:53,89 |
| 8.     | Tamás Buday och Oszkár Frey (HUN)         | 3:54,31 |
| 9.     | Berndt Lindelöf och Eirk Zeidlitz (SWE)   | 3:58,62 |